# 2-й Павловский переулок
Второ́й Па́вловский переу́лок (до конца XIX века — Алекса́ндровский переу́лок) — переулок, расположенный в Южном административном округе города Москвы на территории Даниловского района.

## История
Переулок получил современное название по соседней Павловской улице. До конца XIX века переулок назывался Алекса́ндровский переу́лок по расположенному вблизи Александровскому плацу.

## Расположение
Второй Павловский переулок проходит от Павловской улицы (в месте ответвления от неё на юго-запад Подольского шоссе) на восток до Дубининской улицы. Нумерация домов начинается от Павловской улицы.

## Примечательные здания и сооружения

### По нечётной стороне
- № 1, 3 — дореволюционные доходные дома. В доме № 3 в 1914 — начале 1915 годов снимал две комнаты Сергей Есенин после того, как вступил в гражданский брак с Анной Изрядновой.

### По чётной стороне
- № 8/10 — дошкольное отделение школы № 1257 (бывший детский сад № 1234).
- № 26 — здание дореволюционной постройки.

## Транспорт

### Наземный транспорт
По 2-му Павловскому переулку маршруты наземного общественного транспорта не проходят. У восточного конца переулка, на Дубининской улице, расположены остановки «1-й Павловский переулок» и «Дубининская улица, 57» трамваев 3, 38, 39; у западного — остановка «3-й Павловский переулок — Театриум на Серпуховке» автобусов м9, м86, с932; н8.

### Метро
- Станция метро «Тульская» Серпуховско-Тимирязевской линии — юго-западнее переулка, между Большой Тульской улицей, Большим Староданиловским, Холодильным и 1-м Тульским переулками.
- Станции метро «Серпуховская» Серпуховско-Тимирязевской линии и «Добрынинская» Кольцевой линии (соединены переходом) — севернее переулка, на Серпуховской площади.